# Chlorocichla
Chlorocichla är ett fågelsläkte i familjen bulbyler inom ordningen tättingar med fem arter som förekommer i Afrika söder om Sahara:
- Sånggrönbulbyl (C. laetissima)
- Lendugrönbulbyl (C. prigoginei)
- Rödögd grönbulbyl (C. falkensteini)
- Gulbukig grönbulbyl (C. flaviventris)
- Umbragrönbulbyl (C. simplex)